# Fluminorex
Fluminorex là một loại thuốc giao cảm tập trung có liên quan đến các loại thuốc khác như aminorex và pemoline. Nó được phát triển như một chất ức chế sự thèm ăn của Phòng thí nghiệm McNeil trong những năm 1950.